# Base Aérea de Al Udeid

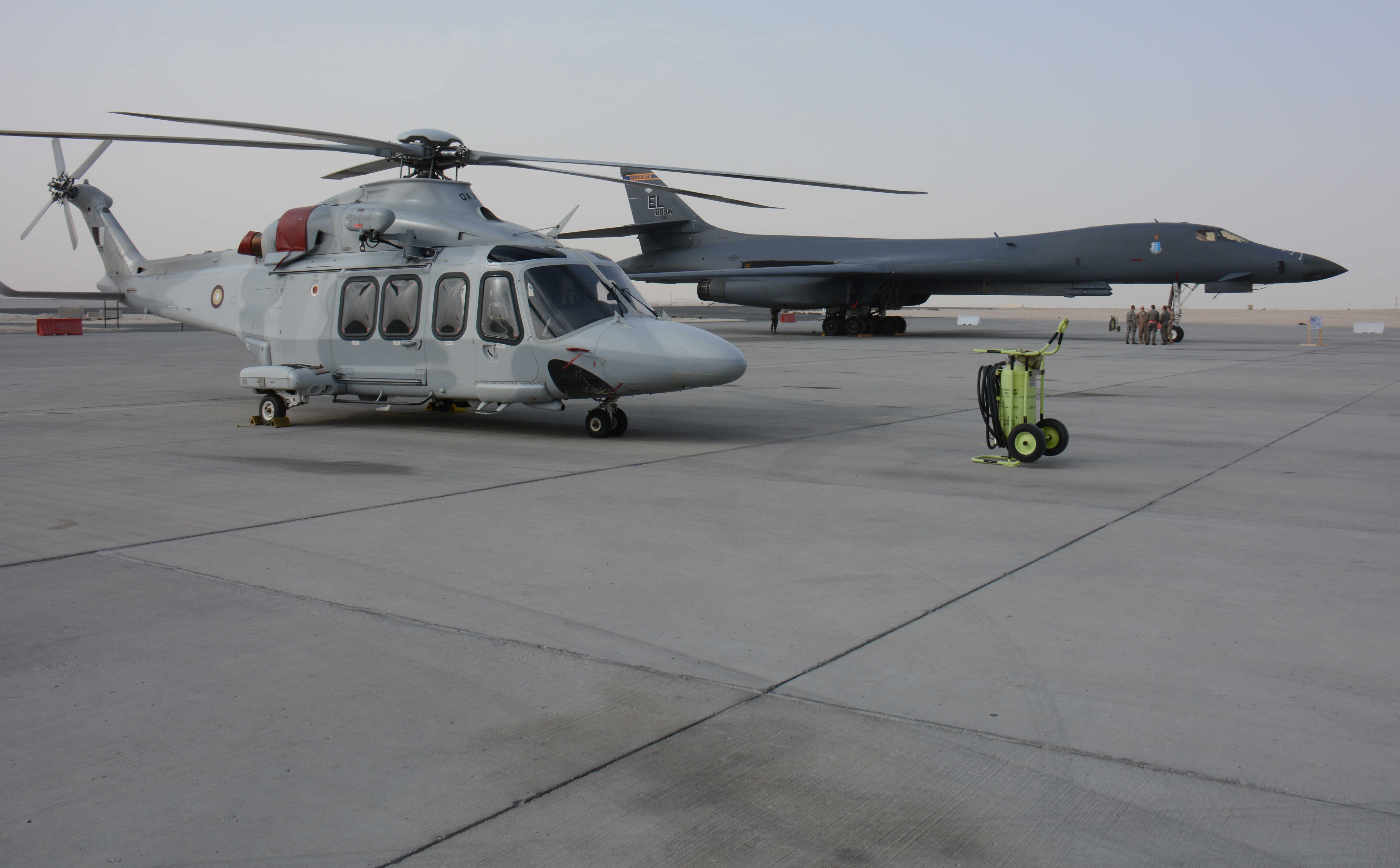
Um AW139 da Força Aérea do Catar e um B-1B Lancer da Força Aérea dos Estados Unidos na linha de voo na Base Aérea de Al Udeid em 2016.

Base Aérea de Al Udeid (em árabe: قاعدة العديد الجوية ) é uma das duas bases militares a sudoeste de Doha, no Catar, também conhecida como Aeroporto Abu Nakhlah ( مطار أبو نخلة).
Abriga a Força Aérea Qatar Emiri, Força Aérea dos Estados Unidos, Força Aérea Real britânica, e outras forças estrangeiras. É sede de um quartel-general avançado do Comando Central dos Estados Unidos, quartel-general do Comando Central das Forças Aéreas dos Estados Unidos, do Grupo Aéreo Expedicionário Nº 83 da RAF e da 379ª Asa Expedicionária Aérea da USAF.
Em 1999, o então Emir do Catar, Xeque Hamad,  disse às autoridades dos EUA que gostaria de ver até 10.000 militares dos EUA permanentemente estacionados em Al Udeid. De acordo com relatos da mídia em junho de 2017, a base hospedou mais de 11.000 forças da coalizão anti-ISIL liderada pelos EUA e mais de 100 aeronaves operacionais. 
É a maior base militar dos Estados Unidos no Médio Oriente.